# Manduel
Manduel ist eine französische Gemeinde mit 7087 Einwohnern (Stand 1. Januar 2022) im Département Gard der Region Okzitanien.

## Geografie
Die Gemeinde liegt in der Ebene des Flusses Vistre und in den Costières. Manduel liegt neun Kilometer südöstlich von Nîmes.
Nachbargemeinden von Manduel sind Marguerittes im Norden, Redessan im Osten, Beaucaire im Südosten, Bellegarde im Süden, Bouillargues im Südwesten und Rodilhan im Nordwesten.

## Geschichte
Vor mehr als 30000 Jahren wurde das Gebiet erstmals besiedelt. Die ersten Bauern ließen sich vor rund 4000 Jahren nieder. Dies wurde von der Fruchtbarkeit der Ebene begünstigt, die von Wäldern, sanften Hügeln und Teichen mit Fischen umgeben ist. Später lag das Dorf an einem wichtigen Handelsweg der Italien mit Spanien unter anderem über Beaucaire und Nîmes verband. Heute verläuft an seiner Stelle die D999. Im 4. Jahrhundert vor Christus ließ sich ein Gallier namens Manduos hier nieder und gab dem Ort den Namen Mandolios. Im Jahr 943 wurde der Ort erstmals erwähnt. Zu dieser Zeit gab es einen Ortsteil, Lignan, der jedoch später von seinen Einwohnern verlassen wurde, die nach Manduel zogen. Im 12. Jahrhundert gehörte das Dorf den Grafen von Toulouse. Später ging es in den Besitz des Herren von Calvisson über, dem es bis zur Französischen Revolution gehörte. Manduel war vom Hundertjährigen Krieg sowie von den Hugenottenkriegen betroffen, 1704 töteten die Kamisarden dreizehn Bewohner. 46 Menschen starben während des Ersten Weltkriegs. 1876 wurden die Weinhänge von der Reblaus befallen. Schon 1882 gründeten die Winzer eine Winzergenossenschaft.

## Kultur und Sehenswürdigkeiten

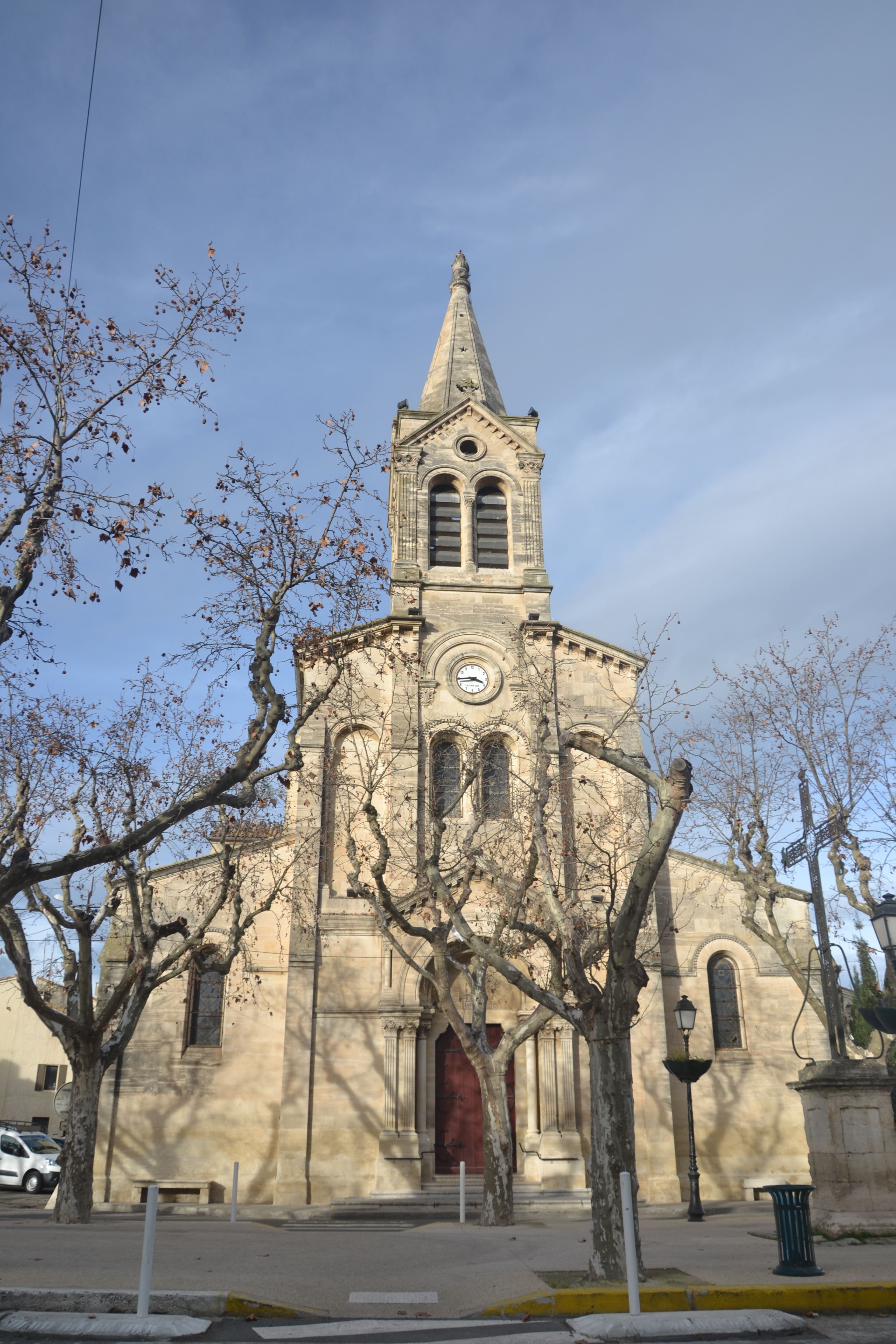
Kirche Saint-Genest

- Miliarium von Antoninus Pius aus dem Jahr 145 v. Chr.
- Kirche Saint-Genest, 1856 auf Beschluss des Gemeinderats gebaut
- Zwei Darstellungen von Heiligen von 1842 und aus dem 17. Jh. (beide Monument historique)[1]

## Bevölkerungsentwicklung
| Jahr      | 1962 | 1968 | 1975 | 1982 | 1990 | 1999 | 2008 | 2017 |
| Einwohner | 1573 | 1649 | 2389 | 3554 | 5579 | 5748 | 5721 | 6814 |

## Städtepartnerschaft
Seit 2005 besteht eine Städtepartnerschaft zwischen Manduel und Bischofsheim in der Rhön in Bayern.